# Зеленокљуни тукан
Зеленокљуни тукан (лат. Ramphastos dicolorus) врста је птице из породице Ramphastidae пронађена у јужном и источном Бразилу, делу Боливије, источном Парагвају и сада у североисточној Аргентини, односно у атлантској шуми. Број прмерака ове врсте у природним стаништима је велики, па се ова врста према IUCN сматра најмање угроженом.
Зеленокљуни тукан је најмања врста из породице Ramphastos, тежине 265–400 грама и дужине 40–46 цм. Са скоро најмањим кљуном дужине 10 цм, бледозелене је боје на основу чега је и врста добила име. Код одгајивача птица ова врста је врло нтересантна, за чије одгајање је потребан доста велики кавез и доста воћа за исхрану.